# Medusa (Marvel Comics)
Medusa, il cui vero nome è Medusalith Amaquelin-Boltagon, è un personaggio dei fumetti creato da Stan Lee (testi) e Jack Kirby (disegni), pubblicato dalla Marvel Comics. La sua prima apparizione avvenne in The Fantastic Four (vol. 1) n. 36 (marzo 1965).
Regina degli Inumani e moglie, nonché principale interprete, di Freccia Nera, Medusa è dotata della capacità di manipolare mentalmente la sua folta chioma rossa servendosi dei suoi capelli come di innumerevoli appendici supplementari.

## Storia editoriale
Esordita su The Fantastic Four n. 36, nel marzo 1965, opera di Stan Lee e Jack Kirby. Medusa è il primo inumano apparso in un fumetto Marvel Comics, sebbene la sua appartenenza a tale razza venga rivelata solo nel numero 45 della testata. In quanto membro di spicco della Famiglia Reale Inumana, il personaggio compare in tutte le testate e miniserie loro dedicate nonché come ospite in numerose storie di altri eroi Marvel, in particolare i Fantastici Quattro.
Da gennaio 2013 a marzo 2014 Medusa è stata comprimaria del secondo volume della serie FF di Matt Fraction e Mike Allred mentre da maggio 2015 è una delle protagoniste di A-Force.

## Biografia del personaggio

### Origini
Nata sull'isola di Attilan, nell'Oceano Atlantico, dal filosofo-nutrizionista Quelin e da sua moglie Ambur, Medusalith (comunemente detta Medusa) e sua sorella minore Crystalia (Crystal), per volere dei genitori ed in qualità di esponenti della Famiglia Reale Inumana, vengono esposte alle Nebbie Terrigene pochi giorni dopo la nascita anziché raggiunta l'adolescenza come da norma.
Durante l'infanzia Medusa fa spesso visita al cugino Blackagar Boltagon (Freccia Nera), principe di Attilan imprigionato per motivi di sicurezza in una camera insonorizzata al fine di proteggere la città dalla potenza delle sue corde vocali. I due, per gioco, inventano uno speciale linguaggio dei segni che consenta loro di comunicare finendo per innamorarsi l'uno dell'altra e fidanzarsi; quando, compiuti i diciotto anni, Freccia Nera viene reintegrato nella società inumana in seguito al giuramento di non parlare mai, trova però l'ostilità di suo fratello minore Maximus, desideroso di usurparne il diritto al trono e la futura moglie, della quale è a sua volta innamorato.
Diverso tempo dopo, nel tentativo di sedare una rivolta degli Alfa Primitivi, il suo velivolo viene abbattuto e, pur sopravvivendo, Medusa perde la memoria e inizia a vagabondare per l'Europa sopravvivendo solo grazie a numerosi furti.

### Terribili Quattro
Diverso tempo dopo viene trovata da Wizard che, dopo averla salvata da alcuni soldati francesi la recluta nei Terribili Quattro assieme all'Uomo Sabbia e a Pete l'uomo colla. Col nome in codice di Madame Medusa, la donna affronta dunque i Fantastici Quattro in diverse occasioni finché Gorgon non si mette sulle sue tracce per ordine di Maximus ed essa, spaventata, chiede inizialmente aiuto alla Torcia Umana per poi recuperare la memoria, tornare su Attilan e riunirsi a Freccia Nera e alla sua famiglia.
Appianate le divergenze con i Fantastici Quattro, diverso tempo dopo Medusa ne entra addirittura a far parte in qualità di sostituta momentanea della Donna invisibile e proprio la sua amicizia col gruppo di supereroi porta alla stipulazione di un trattato di pace tra la Terra e Attilan; sebbene a prescindere da ciò, tempo dopo gli Inumani abbandonino comunque il pianeta a causa dell'elevato inquinamento e si trasferiscano su un'area della Luna denominata "Lato Blu".

### Regina degli inumani
Non appena Freccia Nera viene nominato re degli Inumani, lui e Medusa convolano a giuste nozze e, oltre che regina, essa diviene anche l'interprete, l'ambasciatrice e la portavoce ufficiale del marito inoltre, non molto tempo dopo, la coppia ha un figlio: Ahura.
Sovrana amata e al contempo temuta, Medusa viene trasportata su Battleworld dall'Arcano per prendere parte ad un enorme confronto tra supereroi e supercriminali terrestri e, assieme al marito e al resto degli Inumani assiste X-Factor contro Apocalisse. In seguito, quando Quicksilver, marito di sua sorella Crystal, ruba le Nebbie Terrigene agli Inumani al fine di recuperare i poteri perduti a seguito dell'M-Day e queste finiscono in mano al governo degli Stati Uniti, il matrimonio tra Quicksilver e Crystal viene annullato e Freccia Nera dichiara guerra al governo statunitense, cosa che provoca non pochi attriti tra lui e Medusa, tanto che Maximus riesce a manipolarla mentalmente ed usurpare brevemente il trono.
Medusa torna poi al fianco del marito e del figlio Ahura durante l'attacco di Hulk a Manhattan e l'invasione segreta degli Skrull, nonché per assolvere Quicksilver dai suoi crimini quando questi spergiura li abbia compiuti uno degli alieni mutaforma al posto suo. Lei e Freccia Nera stringono poi un'alleanza coi Kree al fine di scongiurare una guerra con gli Shi'ar sancita dal matrimonio tra Crystal e Ronan l'accusatore. Alla fine del conflitto tuttavia, Freccia Nera è dato per morto e Medusa assume dunque il ruolo di leader suprema degli inumani agendo in sua vece anche dopo che questi fa ritorno.

## Poteri e abilità
Come conseguenza dell'esposizione alle Nebbie Terrigene, Medusa è dotata del potere di manipolare psicocineticamente la sua folta chioma di capelli rossi e servirsene di modo da afferrare oggetti e sollevare pesi anche maggiori di una tonnellata. I capelli di Medusa sono lunghi circa 6 ft (1.80 cm) ed hanno una resistenza di gran lunga superiore a un cavo d'acciaio; inoltre il peso dei suoi capelli e quello degli oggetti che solleva non ricade né sul cranio né sul cuoio capelluto poiché a far loro da supporto è la stessa forza psionica che ne alimenta il movimento. Non vi è alcun limite conosciuto al controllo di Medusa sul suo potere: può servirsi dei suoi capelli come una frusta e colpire alla velocità del suono, usarli come una corda per immobilizzare o legare il nemico, fargli assumere qualunque forma immaginabile, infilarne la punta in un ago e perfino mescolarci un mazzo di carte. Nonostante non abbiano alcun nervo al loro interno, Medusa è inoltre in grado di "sentire" ciò che essi stanno afferrando in maniera quasi tattile ed è capace di controllarli per un certo periodo di tempo anche dopo che le vengono tagliati.
Come molti Inumani, Medusa possiede infine caratteristiche fisiche quali forza, agilità, resistenza e guarigione dalle ferite parecchio più sviluppate di quelle di un comune essere umano, nonché di un'aspettativa vitale media di circa 150 anni; a differenza del resto dei suoi simili, il suo sistema immunitario sembra inoltre essere in grado di sostenere senza troppi problemi le condizioni atmosferiche terrestri, dato che vi ha passato un considerevole quantitativo di tempo sia come membro dei Terribili Quattro che, in seguito, dei Fantastici Quattro.

## Altre versioni

### 1602
Nella miniserie 1602, Madame Medusa è una donna francese membro dei Quattro Terribili; descritta come "inumana" (sebbene la sua origine non venga precisata) ha le fattezze di una vera e propria gorgone con serpenti al posto dei capelli e sguardo pietrificante, motivo per il quale indossa un velo che le copre gli occhi.

### Mutant X
Nella miniserie Mutant X, dopo che l'Arcana/Regina dei Goblin e Dracula attaccano la Terra nel tentativo di conquistare il multiverso, un gruppo di Inumani (inclusa Medusa) e di Eterni li combattono a Washington venendo tuttavia uccisi con facilità dal vampiro.

### Marvel Zombi
Nell'universo Marvel Zombi, Medusa, così come l'intera Famiglia Reale Inumana, sono mutati in zombie e uccisi da Machine Man.

### Rinascita degli Eroi
Nell'universo alternativo de La Rinascita degli Eroi, Attilan ospita i Fantastici Quattro perché questi aiutino Medusa e Freccia Nera contro Maximus il Folle. Differenza sostanziale di tale realtà è che gli Inumani venerano Galactus.

### Terra X
Nella realtà di Terra X Medusa, regina reggente degli Inumani rimasta vedova di Freccia Nera e sempre più distante a livello emotivo dal figlio Ahura, combina un matrimonio di interesse con Capitan Bretagna per stipulare la pace con la Terra. Successivamente i due sviluppano davvero dell'affetto l'uno per l'altra nonostante il ritorno in vita della moglie dell'uomo, Meggan.
- Ultimate

Nell'universo Ultimate, Medusa compare nell'usuale veste di regina degli Inumani e moglie di Freccia Nera. Come la creatura mitologica omonima, ha dei serpenti al posto dei capelli e la pelle verde, ma i suoi poteri non sono noti. Inoltre non ha una sola sorella minore ma due: Crystal e Gorgon (che oltre a non esserne il cugino nell'universo Ultimate è una donna) mentre Maximus non prova alcun sentimento per lei. Contrariamente alla sua controparte canonica, Ultimate Medusa si presenta infine come leale solo al suo popolo, diffidente dei Fantastici Quattro e convinta che umani e inumani non potranno mai convivere pacificamente.

## Altri media

### Televisione
Medusa compare in:
- The Fantastic Four.
- L'Uomo Ragno.
- L'Uomo Ragno e i suoi fantastici amici, in cui Mona Osborn indossa un costume simile a quello di Medusa per una festa dell'Empire State University.
- I Fantastici Quattro.
- Ultimate Spider-Man.
- Hulk e gli agenti S.M.A.S.H..
- Guardiani della Galassia.
- Avengers Assemble.
- Future Avengers.

#### Marvel Cinematic Universe
Medusa è tra i protagonisti della serie del Marvel Cinematic Universe Inhumans, interpretata da Serinda Swan.

### Videogiochi
- Medusa compare in Marvel: La Grande Alleanza.
- Medusa compare come personaggio giocabile in Marvel: Avengers Alliance.
- Medusa compare come personaggio giocabile in Marvel: Sfida dei campioni.